# Blaffert
Blaffert (tyska Blaphart, Plappart), var ett groschenmynt som först präglades 1424 av Rappenmyntförbundet till en vikt av 1,62 gram och en silverhalt på 937 tusendelar.
Vid nedre Rhen motsvarade 1 blaffert = 3 stuvier eller 4 albus. I Schweiz och södra Tyskland slog man från 1500 efter förebild i den italienska testonen tjocka blaffertar eller dicken, vilka under 1700-talet präglades i 20 kreuzer-valör. I hansestäderna var 1 blaffert = 2 pfennige = 1/2 vitten.